# Moris’ Ragwurz
Moris’ Ragwurz (Ophrys morisii) ist eine Pflanzenart aus der Gattung der Ragwurzen in der Familie der Orchideen (Orchidaceae). Sie blüht von März bis April.

## Merkmale
Diese mehrjährige krautige Pflanze erreicht Wuchshöhen zwischen 15 und 40 cm. Der Blütenstand umfasst 3 bis 10 Blüten. Im Normalfall sind die Kelchblätter weißlich bis rosa-lila gefärbt, aber sie können in seltenen Fällen auch grün erscheinen. Die behaarten und am Rand welligen Kronblätter sind stets orange- bis dunkel braunrot gefärbt. Die schwach dreilappige Lippe erscheint dunkel braun manchmal auch dunkel lila. Das braunviolette Mal ist sehr variabel, aber meist großflächig und reichlich gegliedert und weist stets einen weißen Rand auf.

## Standort und Verbreitung
Man findet diese Orchidee auf Magerweiden, lichten Macchien und Garriguen mit basischen bis schwach sauren Böden bis zu einer Höhe von 900 m. Das Verbreitungsgebiet erstreckt sich über Sardinien. Es gibt auch Angaben über Funde auf Korsika, aber diese müssen noch genauer geprüft werden. Die Art gedeiht in Höhenlagen zwischen 15 und 1000 Metern Meereshöhe.

## Ökologie
Alb Bestäuber wurde Anthophora sicheli beobachtet.

## Taxonomie
Moris’ Ragwurz wurde 1896 von Ugolino Martelli (1860–1934) als Varietät Ophrys aranifera var. morisii in Monocotyledones Sardoae sive ad floram Sardoam ... continuatio Band 1, Seite 62 erstbeschrieben. Die Varietät wurde 1931 durch Gottfried Keller und Károly Rezső Soó von Bere in Monographie und Iconographie der Orchideen Europas und des Mittelmeergebietes.. Band 2, Seite 42 als Ophrys morisii (Martelli) G.Keller & Soó in den Rang einer Art erhoben. Synonyme für Ophrys morisii (Martelli) G.Keller & Soó sind: Ophrys exaltata subsp. morisii (Martelli) Del Prete, Ophrys argolica subsp. morisii (Martelli) Kreutz und Ophrys crabronifera subsp. morisii (Martelli) H.Baumann & R.Lorenz.